# Vagn Skovgaard-Petersen
Vagn Skovgaard-Petersen, född den 31 maj 1931, död 2006, var en dansk historiker, vars specialområde var dansk skolhistoria.
Vagn Skovgaard-Petersen anställdes vid Institut for Dansk Skolehistorie 1968. Han var professor i historia vid Danmarks Lærerhøjskole 1980-99. Han var ordförande för Selskab for Dansk Skolehistorie 1976-2006, och redigerade sällskapets årsböcker från 1967. Han var dessutom en av huvudkrafterna bakom Dansk Skolemuseums öppnande 1996.
Under perioden 22 mars 1995 – 11 maj 2005 var han föreståndare för Det kongelige danske Selskab for Fædrelandets Historie. Han skrev bland annat böckerna Skolebøger i 200 år (1970), Dannelse og demokrati : fra latin- til almenskole : lov om højere almenskoler 24. april 1903 (1976) og Danmarks historie. Bind 5. Tiden 1814-1864 (1985, i serien Gyldendals Danmarkshistorie, 1978-92).